# Seniorentheater in der Altstadt
Das Seniorentheater in der Altstadt, auch SeTA oder Seniorentheater in der Altstadt SeTA e.V., ist ein 1989 gegründetes Düsseldorfer Seniorentheater.

## Geschichte
Das Seniorentheater in der Altstadt wurde 1989 von Ernest Martin, dem damaligen Theaterleiter des JuTA (Junges Theater in der Altstadt), und dem Regisseur Wolfgang Caspar in Düsseldorf gegründet. Es liegt in der Düsseldorfer Altstadt, hat heute 33 Mitspieler zwischen 60 und 88 Jahren, etwa ein Drittel davon Männer, und wird als Verein geführt. Das SeTA ist außerdem Mitglied des  Bundes Deutscher Amateurtheater. 2014 feiert das Theater sein 25-jähriges Bestehen.
Bis zum Jahr 1993 hatte Wolfgang Caspar die künstlerische Leitung beim SeTA. In den Jahren 1994 bis 1999 übernahmen Helga Dürr und Gertrud Schwan die Leitung. Von 2000 bis 2005 arbeitete das Seniorentheater in der Altstadt dann mit Götz Langer. Danach folgte die Regisseurin Marlin de Haan, die u. a. 2006 mit dem Theaterensemble Ferdinand Bruckners Stück Krankheit der Jugend auf die Bühne brachte.
Das Seniorentheater gilt laut der Düsseldorf Marketing und Tourismus GmbH seit 1989 als fester Bestandteil im Düsseldorfer Kulturschaffen, ist ein anerkannter Faktor im sozialen Leben und versteht sich als Mittler zwischen den Generationen. Zudem wurde das Theater bereits zu Gastspielen von Paris bis London eingeladen.

## Programm
Jedes Jahr zeigt das Theaterensemble, bei dem Regisseure mit Laienschauspielern zusammenarbeiten, eine neue Inszenierung. Zur Aufführung kommen Klassiker und zeitgenössisches Theater.

### Auswahl an Inszenierungen
- 2000: Kavalier Bizarr von Michel de Ghelderode, Regie: Götz Langer – Deutsche Erstaufführung
- 2001: Das Messer blitzt, die Schweine schrein!, Text: Wilhelm Busch, Regie: Götz Langer
- 2002: Das Liebeskonzil von Oskar Panizza, Regie: Götz Langer
- 2003: Die Befristeten von Elias Canetti, Regie: Götz Langer
- 2004: Das Fabelorchester, Text: Iwan A. Krylow, Regie: Götz Langer
- 2005: La Parodie von Arthur Adamov, Regie: Götz Langer
- 2006: Krankheit der Jugend von Ferdinand Bruckner, Regie: Marlin de Haan
- 2007: Bernarda Albas Haus von Federico García Lorca, Regie: Marlin de Haan
- 2008: Die Kleinbürgerhochzeit von Bertolt Brecht, Regie: Marlin de Haan
- 2009: Vorher / Nachher von Roland Schimmelpfennig, Regie: Marlin de Haan
- 2010: Projekt 1 – Silverday von Almut Baumgarten, Regie: Marlin de Haan
- 2010: Projekt 2 – Guten Tag! – ein Zirkeltraining (SeTA Eigenproduktion), Regie / Konzept: Marlin de Haan
- 2011: Die Bremer Stadtmusikanten nach den Gebrüdern Grimm, Regie / Textfassung: Marlin de Haan
- 2012: Der Meteor von Friedrich Dürrenmatt, Regie: Marlin de Haan
- 2013: Der neue Mieter von Eugène Ionesco, Regie: Marlin de Haan

## Auszeichnungen
- 2010: Deutscher Amateurtheaterpreis für die Produktion Die Kleinbürgerhochzeit von Bertolt Brecht